# Конринг, Герман
Герман Конринг (нем. Hermann Conring, 9 ноября 1606 — 12 декабря 1681) — немецкий полигистор, врач, историк и государствовед, был профессором медицины и политики в Хельмштадте. Сделал существенный вклад в изучение медицины, политики и закона.

## Биография
Происходил из лютеранского духовенства и по отцу, и по матери; самый младший из десяти детей. В течение работы профессором в Северной Германии Корнинг обратился сначала к медицине, проведя существенное изучение сыворотки крови, и позже в своей карьере обратился к политике. В 1658 г. шведский король Карл Х сделал Конринга своим советником и лейб-медиком; с 1669 г. он был государственным советником датского короля. Советы Конринга искали в важнейших государственных делах; он принимал участие и в выработке вестфальского мирного трактата. Его исследования о старинной Германии («De origine juris germanici», Гельмштадт, 1643 и чаще) даёт право считать его основателем истории германского права. Новые пути прокладывал он и в «государствоведении» (более поздняя ахенвалевская статистика).
Будучи выдающимся государственным деятелем, Конринг увлекался государствоведением. Оно часто называлось описательной школой статистики, одним из основателей которой был Конринг. Представители этой школы считали, что статистика является наукой, задача которой — систематизированное описание государственных достопримечательностей. Статистика рассматривалась как общественная наука о социальных, правовых и хозяйственных аспектах государства.
Конринг начал читать лекции по государствоведению в университете Хельмштадта с 1660 г. Цель новой науки Конринг сформулировал так: научить политических деятелей понимать причины важных явлений в государстве, которые он делил на четыре группы: материальные — описания территории и населения; формальные — политическое устройство; конечные (целевые) — благосостояние государства и его граждан; административные — управление государством, его аппаратом (чиновники, армия и др.). Эти четыре части определили развитие демографии, политической географии, бюджетной статистики и административной статистики.

## Основные труды
- «De vectigalibus», 1653;
- «De aerario boni principis recte constituendo, augendo et conservando», 1663;
- «De contributionibus», 1669
- «De vectigalibus», 1653;
- «De aerario boni principis recte constituendo, augendo et conservando», 1663;
- «De contributionibus», 1669.